# Palazuelos de Eresma (kommunhuvudort)
Palazuelos de Eresma är en kommunhuvudort i Spanien.   Den ligger i provinsen Provincia de Segovia och regionen Kastilien och Leon, i den centrala delen av landet, 60 km nordväst om huvudstaden Madrid. Palazuelos de Eresma ligger 1 084 meter över havet och antalet invånare är 2 751.
Terrängen runt Palazuelos de Eresma är kuperad åt sydost, men åt nordväst är den platt.Runt Palazuelos de Eresma är det ganska tätbefolkat, med 54 invånare per kvadratkilometer. Närmaste större samhälle är Segovia, 5,2 km väster om Palazuelos de Eresma. 